# Бэбкок (парк штата)
Парк Бэбкок (англ. Babcock State Park) — парк штата, расположенный вдоль ущелья реки Нью-Ривер. Занимает территорию в 16,7 квадратных километров в округе Фейетт, в штате Западная Виргиния, в США. Находящаяся рядом с парком мукомольная мельница на реке Глейд-Крик является одним из часто фотографируемых туристических мест штата.
Парк был назван в честь Эдварда Воуза Бэбкока, мэра города Питтсбург. Мельница была собрана в 1976 году из частей трех других мельниц на территории Западной Виргинии. Она является точной копией оригинальной мельницы Купера, которая находилась неподалеку.
На территории парка находятся 28 кабинок, 52 кемпинга, магазин сувениров, туристические пешие тропы, волейбольная и баскетбольная площадки, теннисный корт, бассейн, пункт аренды гидроциклов, места для пикника и рыбалки, пункт аренды коней и пони. На мельнице торгуют местным продуктом — кукурузной и гречневой мукой.
В 2005 году доступность парка для инвалидов оценивали специалисты из Университета Западной Виргинии. Положительную оценку получили палаточный лагерь, место для пикника, туалеты, пандусы и дверные проемы в общественных зданиях. Но были выявлены проблемы, связанные с вывесками и скользкими лестницами.